# Rodolfo II del Palatinado
Rodolfo II apodado el Ciego (Wolfratshausen, 8 de agosto de 1306-Neustadt, 4 de octubre de 1353) fue conde palatino del Rin entre 1329-1353.

## Biografía
Era hijo del duque Rodolfo I de Baviera y Matilde de Nassau, hija del rey Adolfo de Nassau. Su tío era el emperador Luis IV de Baviera. 
Su infancia se vio influenciada por la lucha familiar entre su padre y su tío. Después de la muerte de su padre, se quedó con su madre y sus hermanos Adolfo († 1327) y Roberto, bajo la tutela del conde Juan de Nassau, un seguidor del partido austriaco.
Su tío, Luis IV, emperador del Sacro Imperio Romano Germánico había tomado el Palatinado por la fuerza de las armas. En agosto de 1322, la guerra llegó a su fin, pero solo después de la muerte de Matilde, en junio de 1323, fueron los tres sobrinos finalmente capaces de hacer las paces con su tío. Sus hijos heredaron Baviera y los hijos de Rodolfo I heredaron el Alto Palatinado y el Palatinado, en consonancia con el Tratado de Pavía del 4 de agosto de 1329. Junto con su hermano menor Roberto, Rodolfo asumió el gobierno en el Palatinado. 
Quedó ciego sólo en los últimos años de su vida. Algún tiempo antes de morir, gran parte de los asuntos de gobierno pasó a su hermano y sucesor Roberto I, debido a los problemas de salud.

## Matrimonios y descendencia
Rodolfo se casó dos veces: En 1328, se casó con Ana de Carintia-Tirol (1300-31 de octubre de 1331), hija del duque Otón III de Carintia. Tuvieron una hija: 
1. Ana (26 de septiembre de 1329-2 de febrero de 1353), se casó en 1349 con el emperador Carlos IV de Luxemburgo.

En 1348, se casó con Margarita de Sicilia-Aragón (1331-1377), hija del rey Federico II de Sicilia y de Leonor de Anjou.
| Predecesor: Luis IV de Baviera | Conde palatino del Rin 1329 – 1353 | Sucesor: Roberto I del Palatinado |